# Heftziba
Heftziba (en hebreu: חפציבה) és un quibuts situat en el nord d'Israel. Es troba en la Vall de Jizreel, i està situat entre les ciutats d'Afula i Bet-Xean, està sota la jurisdicció del consell regional de Gilboa. En 2016 tenia una població de 648 habitants. El kibutz va ser fundat en 1922 per immigrants de Txecoslovàquia i Alemanya.